# Josefine Lauterbach
Josefine Lauterbach (* 22. März 1909 in Wien; † 4. November 1972) war eine österreichische Mittelstreckenläuferin, Handballerin und Fußballerin.

## Handball
Als Handballerin war sie als Stürmerin für ASV Hertha Wien aktiv, jenen Verein, auf dessen Sportplatz sie „aufgewachsen“ war. Einsätze für die Kampfmannschaft von Hertha sind für sie ab 1926 nachweisbar. Ende der 1920er-Jahre wurde sie mehrmals in Wien-Damenhandballauswahlmannschaften für Städtewettkämpfe einberufen, so gegen Budapest. 1929 wechselte sie von Hertha zum ASKÖ-Verein Straßenbahn, den sie Anfang 1930 wieder verließ. 1934 und 1935 spielte sie für den FC Wien.

## Leichtathletik
Ab 1927 versuchte sie sich vorübergehend neben ihren Handballaktivitäten auch als Mittelstreckenläuferin: Über 800 Meter erzielte sie bei einem Damenleichtathletikmeeting im Mai 1927 in 2:52 min österreichischen Rekord. Im August des gleichen Jahres verbesserte sie bei ihrem Erfolg bei den Österreichischen Leichtathletikmeisterschaften den österreichischen Rekord auf 2:29,8 min und blieb dabei nur um drei Sekunden über dem Weltrekord. Daraufhin wurde sie für Leichtathletik-Länderkämpfe des österreichischen Damenteams einberufen. Im Juni 1928 lief sie in 3:24,4 min österreichischen Rekord über die Distanz von 1000 Meter, diesen Rekord hatte sie bis 1933 inne. 1928 nahm sie über die 800-Meter-Distanz an den Olympischen Spielen in Amsterdam teil, wobei ihre Teilnahme wegen finanzieller Probleme des Verbands lange unsicher war und ihr die Anreise erst kurzfristig durch die Spende einer Sportzeitung ermöglicht wurde. Lauterbach schied jedoch als Sechste ihres Vorlaufs aus.

## Fußball
Schon in ihrer Kindheit und frühen Jugend erlernte Lauterbach spielerisch Fußball auf dem Hertha-Sportplatz, unter anderem gemeinsam mit dem späteren Stürmerstar Matthias Sindelar. Als 15-Jährige nahm sie an einem Fußballspiel teil, das zu Ehren des Hertha-Internationalen Karl Ostricek veranstaltet wurde. Als Mitte der 1930er-Jahre die ersten Damenfußballwettbewerbe in Wien durchgeführt wurden, spielte Lauterbach als Mittelstürmerin für den DFC Austria, errang 1936 den Meistertitel und wurde Torschützenkönigin. 1936 erzielte sie im Wiener Derby der Damenmannschaften von DFC Austria gegen DFC Rapid zwei Tore für die Austria, doch wurde das Spiel beim Stand von 4:1 für die Austria abgebrochen und mit 3:0 für die Austria gewertet, weil die Rapid-Torhüterin wegen starken Regens aus Angst um ihre Dauerwellen den Platz verließ. In der Saison 1937/38 wurde sie mit dem DFC Austria abermals Meister, wobei sie mit 13 Toren Dritte in der Torschützenliste wurde.

## Sonstiges
Lauterbach übte neben ihrer sportlichen Karriere eine Berufstätigkeit beim Wiener Schokoladenhersteller Küfferle aus. Von der Presse zur Vereinbarkeit von Hausarbeit und Fußball befragt, antwortete sie, dass sie den Ball und Socken gleichermaßen stoppen (gemeint war: Ball annehmen bzw. Socken stopfen) und Pullover und Fußballgegner gleichermaßen häkeln (wienerisch nicht nur für Handarbeit, sondern auch für: necken, ärgern) könne.